# Joaquín Gho
Joaquín Gho (Lincoln, provincia de Buenos Aires; 14 de mayo de 2003) es un futbolista profesional argentino que juega como mediocampista derecho en Argentinos Juniors de la Primera División de Argentina.

## Trayectoria
Joaquín Gho comenzó su carrera a los tres años en el Club Rivadavia de su ciudad natal Lincoln, permaneciendo hasta los trece años cuando partió a Sarmiento de la ciudad de Junín en 2016. Pasó los siguientes cuatro años en divisiones inferiores, terminando notablemente como el máximo goleador de su categoría en sus últimos dos años.
Gho dio el salto al primer equipo del club en diciembre de 2020 bajo el comando del entrenador Iván Delfino, quien renunció después de formar parte como mediocampista derecho en el banco para tres partidos en la Primera B Nacional.
Su debut con la Primera División de Argentina llegó en el primer partido de Mario Sciacqua, cuando el nuevo entrenador lo sustituyó a cinco minutos del final de la victoria ante Deportivo Riestra el 28 de diciembre de 2020.
Marcó su primer gol el 9 de marzo de 2024 en el partido de Copa de la Liga Profesional ganado por 3-1 ante Estudiantes de La Plata.

## Vida personal
El padre de Gho, Juan Carlos, trabajó como director técnico, especialmente para el Club Rivadavia.

## Clubes
| Club               | País      | Año           |
| ------------------ | --------- | ------------- |
| Sarmiento de Junín | Argentina | 2020-2025     |
| Argentinos Juniors | Argentina | 2025-presente |

## Estadísticas
Actualizado al último partido disputado el 4 de octubre de 2024.
| Sarmiento de Junín Argentina | 2.ª           | 2020          | 2  | 0 | 0  | 0 | 0 | 0 | 2  | 0 |
| Sarmiento de Junín Argentina | 1.ª           | 2021          | 2  | 0 | 1  | 0 | 0 | 0 | 3  | 0 |
| Sarmiento de Junín Argentina | 1.ª           | 2022          | 2  | 0 | 0  | 0 | 0 | 0 | 2  | 0 |
| Sarmiento de Junín Argentina | 1.ª           | 2023          | 2  | 0 | 9  | 0 | 0 | 0 | 11 | 0 |
| Sarmiento de Junín Argentina | 1.ª           | 2024          | 16 | 2 | 13 | 1 | 0 | 0 | 29 | 3 |
| Sarmiento de Junín Argentina | Total club    | Total club    | 24 | 2 | 23 | 1 | 0 | 0 | 47 | 3 |
| Total carrera | Total carrera | Total carrera | 24 | 2 | 23 | 1 | 0 | 0 | 47 | 3 |
| (1) La copa nacional se refiere a la Copa Argentina y Copa de la Liga Profesional. (2) La copa internacional se refiere a la Copa Sudamericana y Copa Libertadores. |               |               |    |   |    |   |   |   |    |   |